# The Dancing Nig
The Dancing Nig è un cortometraggio muto del 1907 diretto da Gilbert M. 'Broncho Billy' Anderson.

## Trama
Un soggetto comico molto divertente. Un negro ben vestito sta ballando davanti a un saloon. Un compaesano di passaggio è colpito dall'esibizione e si ferma a guardare. Il negro si ferma, il compaesano gli lancia una moneta e la danza riprende. Questo si ripete più volte. Poi il contadino entra nel saloon e induce il negro a bere. L'esibizione continua fino a quando entrambi sono intossicati in modo esilarante. Segue una serie di situazioni altamente ridicole e il film si conclude mostrando entrambi espulsi dal saloon. Le scene sono comiche e la recitazione è buona.

## Produzione
Il film fu prodotto dalla Essanay Film Manufacturing Company.

## Distribuzione
Il cortometraggio uscì nelle sale cinematografiche USA il 21 settembre 1907. Venne girato a Chicago, dove la casa di produzione aveva la sua sede principale.